# Волков, Александр Сергеевич (генерал-майор)
Александр Сергеевич Волков (22 июня 1951, Тамбов — 7 января 2005, Тула) — генерал-майор, кавалер ордена «За заслуги перед Отечеством» IV степени, ордена Мужества, ордена «За военные заслуги», участник боевых действий на Северном Кавказе в период с 1994 по 2000 годы, слушатель академии Генерального штаба, начальник Тульского артиллерийского инженерного института с 1999 по 2005 годы, кандидат технических наук, лауреат премии имени С. И. Мосина.

## Биография
Родился в Тамбове. Отец Сергей Тихонович — фронтовик, военный лётчик. Мама Мария Фёдоровна — сельская учительница.
Первый ребёнок в многодетной семье. Детство провёл в селе Воронцовка Знаменского района Тамбовской области и селе Большая Липовица Тамбовского района Тамбовской области. Кроме него, старшего среди детей, в семье ещё пятеро братьев и две сестры. Братья Николай, Василий и Игорь впоследствии закончили военные училища и дослужились до воинского звания полковник.
В 1972 году окончил Тамбовское артиллерийско-техническое училище и был направлен в Забайкальский военный округ для прохождения службы в укрепрайоне в должности командира ремонтной роты вооружения. С 1975 года служил в Германской Демократической Республике в городе Перлеберг начальником службы ракетно-артиллерийского вооружения (службы РАВ) полка. В 1980 году отбыл в распоряжение командующего войсками Северо-Кавказского военного округа, где последовательно занимал должности помощника начальника службы РАВ танковой дивизии в Новочеркасске, начальника службы РАВ 42-го корпуса во Владикавказе. Тогда же закончил Пензенское высшее артиллерийское инженерное училище, а в 1988 году — высшие офицерские артиллерийские курсы. И далее, вплоть до 1994 года, в жизни А. С. Волкова было немало событий — вывод советских войск из Афганистана в 1989 году, нахождение в составе миротворческих сил в Азербайджане и Нагорном Карабахе в 1991 году, а в 1992 — в составе сил разъединения между Ингушетией и Северной Осетией.
С декабря 1994 года А. С. Волков принимал участие в наведении конституционного порядка на территории Чеченской Республики. В 1995 году был назначен на должность начальника службы РАВ Северо-Кавказского военного округа. В период активного участия в боевых действиях Указом Президента РФ от 15 декабря 1995 года Волкову было присвоено звание генерал-майора. В том же году Министром Обороны РФ ему было вручено наградное оружие за мужество и умелые действия при введении войск в Чеченскую Республику.
30 декабря 1999 года Указом Президента РФ А. С. Волков был назначен начальником Тульского артиллерийского инженерного института.
Выпускник ТАИИ 2001 года Руслан Кокшин через год после выпуска был удостоен звания Героя России.
В 2003 году по предложению А. С. Волкова и под его непосредственным руководством на территории института был открыт памятник выпускникам ТАИИ, погибшим в локальных войнах и вооружённых конфликтах, а также при исполнении интернационального долга в Афганистане.

Стараниями А. С. Волкова на территории института был воздвигнут храм Святителя Алексия. Волков был награждён орденом Святого благоверного князя Даниила Московского III степени, который ему вручил патриарх Московский и всея Руси Алексий II.

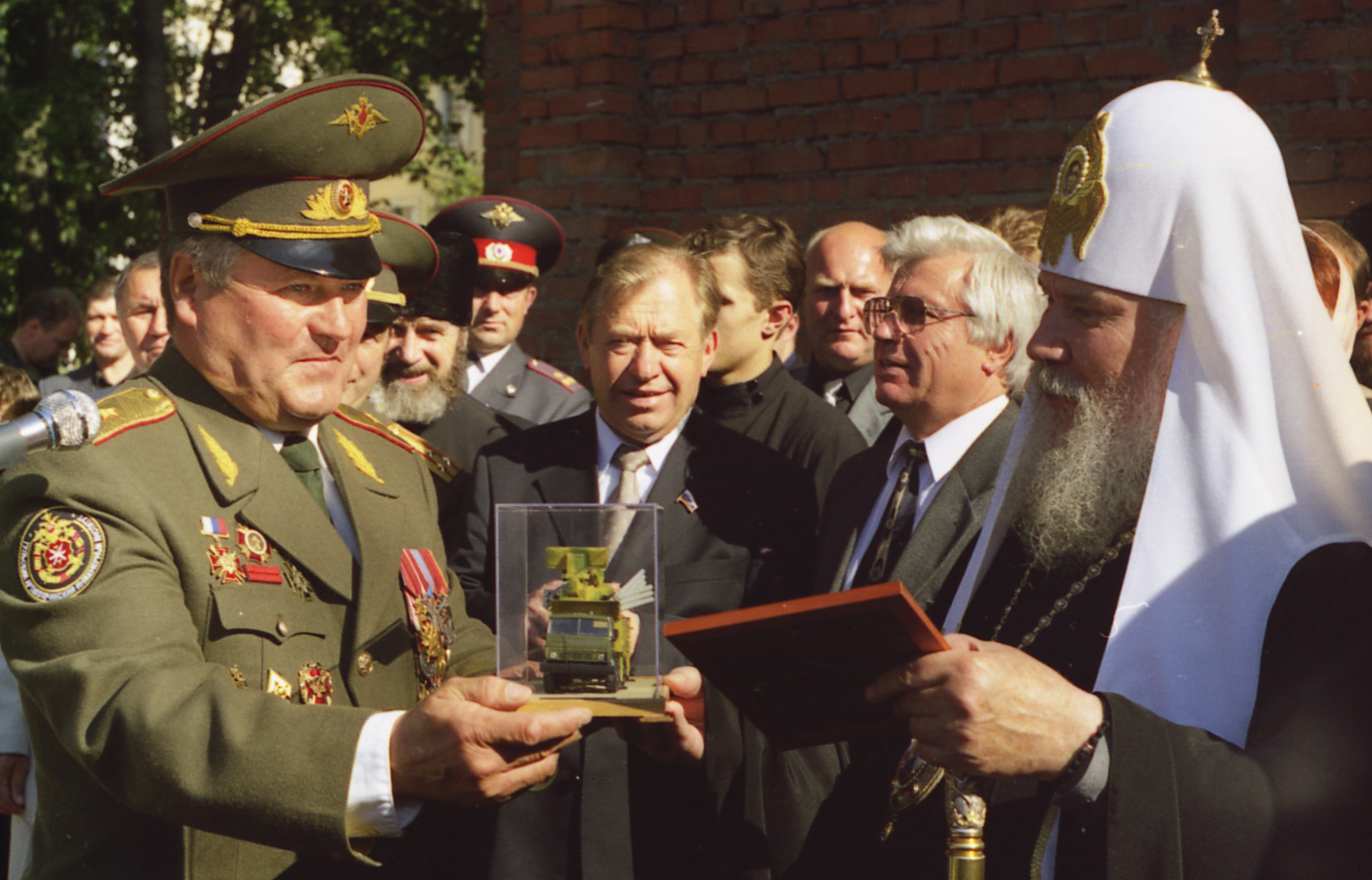

Волкова награждён шестнадцатью государственными наградами.
В 2003 году защитил кандидатскую диссертацию и получил учёную степень «Кандидат технических наук».
В 2004 году решением Тульской городской Думы награждён Почетной грамотой за заслуги в исполнении воинского долга, большой вклад в подготовку офицерских кадров и военно-патриотическое воспитание молодежи, оказание действенной помощи городу и в связи со 135-летием Тульского артиллерийского инженерного института.
Скоропостижно скончался в 2005 году. Похоронен на Смоленском кладбище в Туле.

## Награды
- Орден «За заслуги перед Отечеством» IV степени
- Орден Мужества
- Орден «За военные заслуги» (Россия)
- Медаль ордена «За заслуги перед Отечеством» II степени
- Медаль «В ознаменование 100-летия со дня рождения Владимира Ильича Ленина»
- Медаль «За отличие в воинской службе» I степени
- Медаль Жукова
- Юбилейная медаль «300 лет Российскому флоту»
- Медаль «Ветеран Вооружённых Сил СССР»
- Юбилейная медаль «60 лет Вооружённых Сил СССР»
- Юбилейная медаль «70 лет Вооружённых Сил СССР»
- Медаль «200 лет Министерству обороны»
- Медаль «За укрепление боевого содружества»
- Медаль «За безупречную службу» трёх степеней
- Награда Русской Православной Церкви Орден святого благоверного князя Даниила Московского III степени
- Наградное оружие — Пистолет Макарова
- Премия имени С. И. Мосина